# Kenji Syed Rusydi
Kenji Syed Rusydi  (* 12. Juli 1998 in Singapur), mit vollständigen Namen Kenji Syed Rusydi Al-Asyraf Bin Syed Ali, ist ein singapurischer Fußballspieler.

## Karriere

### Verein
Kenji Syed Rusydi erlernte das Fußballspielen in den Jugendmannschaften der Young Lions und Home United. Bei Home United unterschrieb er 2018 seinen ersten Vertrag. Im ersten Jahr seiner Karriere wurde er mit Home 2018 Vizemeister. 2019 wurde er an den Ligakonkurrenten Young Lions ausgeliehen. Die Young Lions sind eine U23-Mannschaft die 2002 gegründet wurde. In der Elf spielen U23-Nationalspieler und auch Perspektivspieler. Ihnen soll die Möglichkeit gegeben werden Spielpraxis in der ersten Liga, der Singapore Premier League, zu sammeln. Für die Lions stand er elfmal im Tor. 2020 wurde der Torwart von Tanjong Pagar United unter Vertrag genommen. Bis zu seiner Einberufung zum Wehrdienst absolvierte er zehn Ligaspiele. Vom 1. Januar 2021 bis 31. Dezember 2022 absolvierte er seinen Militärdienst. Nach dem Wehrdienst kehrte er zu Tanjong zurück.

### Nationalmannschaft
Kenji Syed Rusydi spielte 2019 einmal in der U22-Nationalmannschaft.

## Erfolge
Home United
- Singapurischer Vizemeister: 2018